# BRIT Awards 2023
La XLIII edizione dei BRIT Awards, premi conferiti dalla BPI, si è svolta a Londra presso la O2 Arena, l'11 febbraio 2023.
La serata è stata condotta da Mo Gilligan e le candidature sono state annunciate il 18 dicembre 2021. Harry Styles è stato l'artista più premiato della serata, avendo ricevuto quattro riconoscimenti.

## Esibizioni
| Artisti                                              | Canzoni                                           |
| ---------------------------------------------------- | ------------------------------------------------- |
| Harry Styles                                         | As It Was                                         |
| Wet Leg                                              | Chaise Loungue                                    |
| Lewis Capaldi e House Gospel Choir                   | Forget Me                                         |
| Lizzo                                                | Special, 2 Be Loved, About Damn Time              |
| Cat Burns                                            | Go                                                |
| Sam Smith e Kim Petras                               | Unholy                                            |
| Stormzy                                              | Hide & Seek, I Got My Smile Back                  |
| David Guetta, Becky Hill, Ella Henderson e Sam Ryder | Remember, Crazy What Love Can Do, I'm Good (Blue) |

## Nomination
In grassetto sono evidenziati i vincitori.

### Album britannico dell'anno
- Harry Styles – Harry's House
- The 1975 – Being Funny in a Foreign Language
- Wet Leg – Wet Leg
- Stormzy – This Is What I Mean
- Fred Again – Actual Life 3 (January 1 – September 9 2022)

### Artista britannico dell'anno
- Harry Styles
- Central Cee
- Fred Again
- George Ezra
- Stormzy

### Gruppo britannico dell'anno
- Wet Leg
- The 1975
- Arctic Monkeys
- Bad Boy Chiller Crew
- Nova Twins

### Canzone dell'anno
- Harry Styles – As It Was
- Aitch & Ashanti – Baby
- Cat Burns – Go
- Dave – Starlight
- Ed Sheeran & Elton John – Merry Christmas
- Eliza Rose & Interplanetary Criminal – B.O.T.A. (Baddest of Them All)
- George Ezra – Green Green Grass
- Lewis Capaldi – Forget Me
- LF System – Afraid to Feel
- Sam Smith & Kim Petras – Unholy

### Miglior artista Pop o R&B
- Harry Styles
- Cat Burns
- Charli XCX
- Dua Lipa
- Sam Smith

### Miglior artista dance
- Becky Hill
- Bonobo
- Calvin Harris
- Eliza Rose
- Fred Again

### Miglior nuovo artista
- Wet Leg
- Kojey Radical
- Mimi Webb
- Rina Sawayama
- Sam Ryder

### Miglior artista rock o alternative
- The 1975
- Arctic Monkeys
- Nova Twins
- Tom Grennan
- Wet Leg

### Miglior artista hip-hop, rap o grime
- Aitch
- Central Cee
- Dave
- Loyle Carner
- Stormzy

### Artista internazionale dell'anno
- Beyoncé
- Burna Boy
- Kendrick Lamar
- Lizzo
- Taylor Swift

### Gruppo internazionale dell'anno
- Fontaines D.C.
- Blackpink
- Drake & 21 Savage
- First Aid Kit
- Gabriels

### Canzone internazionale dell'anno
- Beyoncé – Break My Soul
- David Guetta & Bebe Rexha – I'm Good (Blue)
- Fireboy DML & Ed Sheeran – Peru
- Carolina Gaitán, Mauro Castillo, Adassa, Rhenzy Feliz, Diane Guerrero & Stephanie Beatriz – We Don't Talk About Bruno
- Gayle – ABCDEFU
- Jack Harlow – First Class
- Lizzo – About Damn Time
- Lost Frequencies & Calum Scott – Where Are You Now
- OneRepublic – I Ain't Worried
- Taylor Swift – Anti-Hero

### Produttore dell'anno
- David Guetta

### Autore dell'anno
- Kid Harpoon

### Stella nascente
- Flo
- Cat Burns
- Nia Archives